# Волконська Марія Миколаївна
Волконська Марія Миколаївна (22 липня [3 серпня] 1804, містечко Кам'янка, Чигиринський повіт, Київська губернія, Російська імперія — 10 серпня 1863, Вороньки) — дочка Раєвського Миколи Миколайовича, дружина декабриста С. Г. Волконського (з 11 січня 1825 року в Києві), пішла за чоловіком у Сибір і приїхала в листопаді 1826 року в Благодатський рудник. Авторка мемуарів.

## Біографія

### Ранні роки

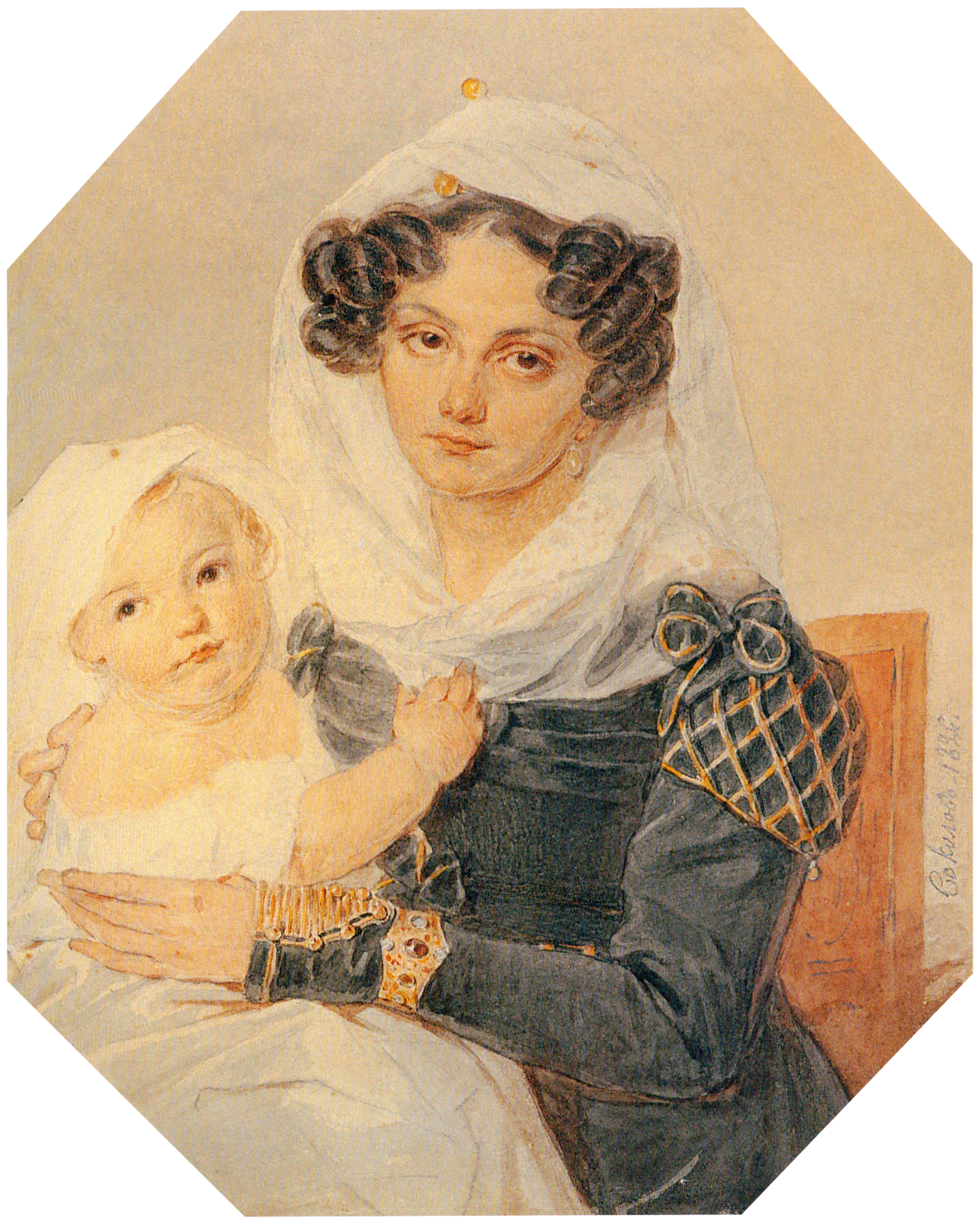
Волконская М. М.з сином Михайлом,1826 рік. Акварель. Соколов Петро Федорович

Дворянка. Батько — Раєвський Микола Миколайович (1771–1829), генерал від кавалерії, учасник усіх військових кампаній кінця XVIII — початку XIX ст., герой франко-російської війни 1812 року (особливо відзначився при Бородіно: оборона батареї Раєвського), учасник закордонних походів 1813–1814 років, до 1825 року командувач корпусом на півдні Росії, член Державної ради; мати — Софія Олексіївна Константинова (з 1794 року — Раєвська), дочка колишнього бібліотекаря Катерини II, онука Михайла Ломоносова. Марія Миколаївна отримала домашнє виховання, грала на роялі, чудово співала, знала кілька іноземних мов.

Рання юність Марії Миколаївни ознаменована зустріччю з О. С. Пушкіним. У 1820 році поет, який перебував на засланні на півдні, здійснив разом з родиною Раєвських чотиримісячну подорож на Кавказ і до Криму. В Гурзуфі поет зупинявся в будинку Раєвських. Пушкін присвятить Марії свої вірші і прозу: «Кавказький полонений» (образ черкешенки), «Бахчисарайський фонтан», «Євгеній Онєгін» (ліричний відступ: «… як я заздрив морю …» та інше). Остання їхня зустріч відбулася в Москві на вечорі у З. А. Волконської, напередодні від'їзду М. М. Волконської до засланого чоловіка у Сибір. Проводжаючи М. М. Волконську до Сибіру, О. С. Пушкін не думав, що більше ніколи не побачить її. Це стало ясно йому тільки пізніше. І коли він закінчив у 1829 році «Полтаву», то присвятив їй цю поему.

### Шлюб
11 (23) січня 1825 року Марія Раєвська за наполяганням батька стала дружиною князя Сергія Григоровича Волконського. Вони вінчалися у древній церкві Спаса на Берестові. Незабаром після весілля вона захворіла і виїхала лікуватися в Одесу. Волконський же не отримав відпустку з дивізії і не зміг супроводжувати дружину. У листопаді 1825 року, коли Марія Миколаївна перебувала на останньому місяці вагітності, чоловік відвіз її до маєтку Раєвських, а сам повернувся до місця служби, де був негайно заарештований і доставлений до Петербурга.
3 (15) січня 1826 року Марія народила сина Миколу й після пологів у неї почалося запалення мозку, яке протримало її в ліжку 2 місяці. Рідні в цей час приховували від неї, що її чоловік під слідством. Як тільки їй стало відомо про зміст судового вироку в справі декабристів, вона твердо вирішила піти за чоловіком на каторгу. Сергія Волконського позбавили титулу, стану і цивільних прав і засудили до каторжних робіт на 20 років і до довічного заслання.
Марія Миколаївна пише прохання Государю відпустити її до чоловіка, чекає відповіді майже місяць. Рідні намагалися перешкодити її від'їзду.

### У Сибіру
Увечері 21 грудня 1826 року Волконська отримала відповідь Миколи I, за якою вона отримала дозвіл на від'їзд до Сибіру, але була змушена залишити свою першу дитину (сина Миколу). Вже о 4 годині ранку 22 грудня 1826 року, залишивши дитину свекрусі, вона виїжджає до Москви. Марія Волконська більше ніколи сина не бачила, він помер у січні 1828 року. В Іркутську її зустрів губернатор Цейдлер Іван Богданович, що мав таємний припис вжити всілякі заходи до зворотного від'їзду до Росії дружин злочинців. Волконська подолала всі перешкоди, які чинила їй влада Іркутська, підписала документ, який ставив її в становище дружини каторжника.
Прибула в Благодатський рудник 12 лютого 1827 року. Пішла за чоловіком у Читу (1827), Петровський завод (1830). Вела велику переписку за дорученням декабристів з їх родичами і знайомими. Пізніше на поселенні вела листування за М. Луніна, якому було заборонено близько року писати власноруч. На ім'я Волконської надсилались «Літературна газета» Дельвіга, художні твори, зарубіжні журнали і газети.
При першому побаченні з чоловіком у Благодатському руднику Марія Волконська впала перед ним на коліна і поцілувала кайдани, а потім — його самого. Побачення з чоловіками дозволялися жінкам лише двічі на тиждень.
1 серпня 1829 з ув'язнених дозволили зняти кайдани і дозволили чоловікам і дружинам бачитися один з одним щодня.
Серед декабристів Марія Волконська отримала прізвисько «діва Гангу». Декабрист Андрій Розен так згадував про неї:
```

```

| «Молода, струнка, більш високого, ніж середнього зросту, брюнетка з палаючими очима, з полусмуглим лицем, з гордою ходою, вона отримала у нас прізвисько «діва Гангу». |
У серпні 1829 року Марія Волконська народжує дочку Софію, яка вмирає, не проживши і дня. У 1832 році народжує сина Михайла, а через три роки — доньку Олену.

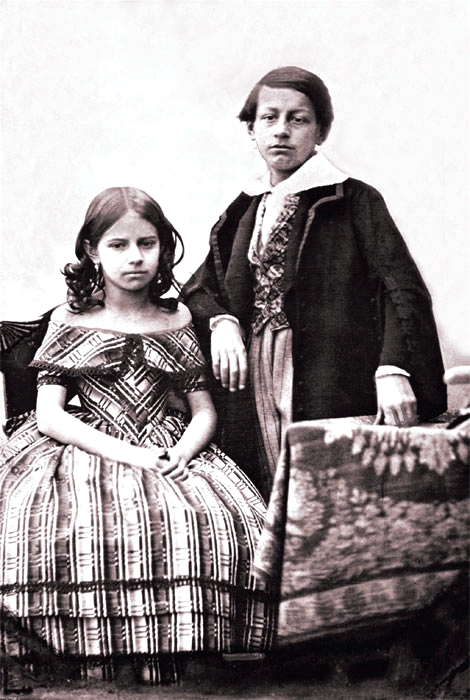
Діти Волконських: Михайло і Олена. Дагеротип Альфреда (Адольф) Яковича Давіньона 1845 рік

У 1837 році термін ув'язнення Волконського скінчився і він вийшов на поселення в село Урік, у 18 верстах від Іркутська. У 1845 році Марії Волконської та її дітям було дозволено на її прохання оселитися в Іркутську, щоб її син міг навчатися в гімназії. Сергію Волконському було дозволено відвідувати сім'ю 2 рази на тиждень, а через деякий час він теж зміг переїхати до Іркутська. Будинок Волконських скоро став головним центром іркутського суспільного життя. Тут часто влаштовувалися бали і маскаради для молоді, проводилися літературні, музичні та театральні вечори. Декабристам, які мали статус державних злочинців, не дозволялося відвідувати іркутські театри, і тоді княгиня Марія Миколаївна Волконська створила домашній аматорський театр, що став явищем у культурному житті Іркутська. Будинок Волконських № 10 по Ремісничої вулиці (тепер вул. Волконського) зберігся до наших днів. Зараз у ньому знаходиться Музей-садиба Волконських.
Спогади сучасників часто розходяться, коли характеризують їх союз. Одні вважають, посилаючись на листи і архіви, що в серці Марії панував тільки Волконський. Інші стверджують, що Волконська, залишаючись з чоловіком, зовсім його не любила, а покірливо несла свій хрест. Довгі роки в Марію був таємно закоханий Михайло Лунін. Але частіше називають ім'я декабриста Олександра Вікторовича Поджіо.
Існує версія, що вона не любила чоловіка й зраджувала йому з Олександром Поджіо, навіть вважають дітей Волконського дітьми Поджіо. Але довгі тридцять років у Сибіру і після повернення із заслання подружжя Волконських залишалося разом, незважаючи ні на що.

Волконская М. М. Посмертний портрет з останнього фото. Художник Горджиані М.

### Повернення
З Сибіру Марія Волконська повернулася в 1855 році. Відразу після повернення вона оселилася в Москві, потім жила за кордоном і в 1860 році переїхала в Вороньки Чернігівської губернії, маєток свого зятя Кочубея М. А. 10 серпня 1863 М. М. Волконська померла і була похована в селі Вороньки. У 1863 році, перебуваючи у маєтку сина, важко хворий князь Волконський дізнався, що його дружина померла 10 серпня. Він страждав тому, що останнім часом не міг доглядати за нею і супроводжувати на лікування за кордон, оскільки сам насилу пересувався. Його поховали (1865 р.) у селі Вороньки Чернігівської губернії поряд з дружиною, поклавши згідно із заповітом в ногах її могили.
М. М. Раєвський, який намагався утримати доньку від поїздки в Сибір, сказав перед смертю, вказуючи на її портрет:
| «Це найдивовижніша жінка, яку я знав». |

## Авторка мемуарів
Після смерті Волконської в серпні 1863 року єдиним розпорядником «Записок» виявився її син Волконський Михайло Сергійович, він прагнув зберегти мемуари матері в секреті. Некрасов Микола Олексійович знайомився з мемуарами, коли працював над поемою «Російські жінки», особливо другий її частиною «Княгиня Волконська», яка залишилася незакінченою. Вперше повний текст мемуарів був опублікований в 1904 році. Марія Волконська писала у своїх записках:
|  | Дійсно, якщо навіть дивитися на переконання декабристів, як на безумство і політичне марення, все ж таки справедливість вимагає визнати, що той, хто жертвує життям за свої переконання, не може не заслуговувати поваги співвітчизників. Хто кладе голову свою на плаху за свої переконання, той істинно любить батьківщину, хоча, може бути, і передчасно затіяв свою справу |